# Thomas Deruda
Thomas Deruda (* 13. Juli 1986 in Marseille) ist ein französischer ehemaliger Fußballspieler.

## Karriere
Deruda spielte zwischen 2000 und 2002 in der Jugendabteilung von AS Cannes. Im Sommer 2002 kam er zu den Südfranzosen nach Marseille, wo er bis 2006 ununterbrochen blieb. Ab der Saison 2003/04 gehörte er zum Profikader von OM. In der Winterpause 2006/07 entschied sich der Klub, den Mittelfeldspieler in die Ligue 2 an FC Libourne-Saint-Seurin zu verleihen. Zur kommenden Saison wurde er nach Amiens ausgeliehen, wo er ebenfalls für ein halbes Jahr spielte. Doch anstatt im Winter nach Marseille zurückzukehren, entschieden sich die Klub-Verantwortlichen zu einem dritten Ausleihgeschäft. Neuer Arbeitgeber für Deruda wurde der FC Badalona in der Segunda División B, der dritthöchsten spanischen Liga. Zur Saison 2008/09 wurde der Mittelfeldakteur zum HSC Montpellier abgegeben. Ein Jahr später unterzeichnete Deruda beim AC Ajaccio. Nachdem er dort nicht mehr zum Einsatz gekommen war, wechselte er in der Winterpause zum viertklassigen Gazélec Ajaccio. Im September 2011 wechselte er für ein Jahr zum AC Arles-Avignon.